# Maackia raphidia
Maackia raphidia е вид коремоного от семейство Amnicolidae.

## Разпространение
Това е вид сладководен охлюв, който се среща в река Ангара, Русия.